# Право України (журнал)
Право України — загальнодержавне періодичне юридичне видання України. Видається українською мовою щомісячно.
Метою видання є опублікування авторських матеріалів науково-теоретичного та практичного характеру, судової та правозастосовної діяльності з метою розвитку української національної юридичної науки, удосконалення чинного законодавства.

## Історія
Заснований в 1922 році. Протягом свого існування, в залежності від стану і етапів розвитку держави і права (1922-1991), журнал змінював назви: «Вісник радянської юстиції на Україні» (з січня 1922), згодом «Вісник радянської юстиції», «Червоний юрист» ( лютий-березень 1926), «Червоне право» (березень 1926 - грудень 1930), «Революційне право» (березень 1931 - травень 1941) і «Радянське право» (1958-1991).
Під сучасною назвою виходить з 1992 року. Видається в Києві.
Висвітлює актуальні питання українського державотворення, практичної діяльності органів державної влади та органів місцевого самоврядування, розвитку правової системи, законодавства, юридичної науки і освіти в Україні.
Публікує статті з різних галузей права, матеріали судової, прокурорсько-слідчої та адвокатської практики і т. д.

## Міжнародні наукометричні бази даних
Юридичний журнал “Право України” внесено до переліку наукових фахових видань у галузі юридичних наук 
(наказ Міністерства освіти і науки України від 28 грудня 2017 р. No 1714)
Юридичний журнал «Право України» внесено до Міжнародної наукометричної бази даних «HeinOnline» (США) (2013), 
Міжнародної наукометричної бази даних «EBSCO Publishing, Inc.» (США), 
Міжнародної наукометричної бази даних «Index Copernicus International» (Варшава, Польща). Листопад, 2014 р.

## Керівники Редакційної ради
Головний редактор – Олександр Святоцький, доктор юридичних наук, професор, академік НАПрН України, заслужений юрист України
Перший заступник головного редактора — Олег Посикалюк кандидат юридичних наук, доцент
Голова Редакційної Ради – Руслан Стефанчук, доктор юридичних наук, професор, 
член-кореспондент НАПрН України, заслужений діяч науки і техніки України
Перший заступник голови Редакційної ради — Ірина Венедіктова, докторка юридичних наук, професорка